# ダリオ・バルジュー
ダリオ・バルジュー（Dario Vargiu、1976年8月24日 - ）は、イタリアのサルディニア島出身の騎手である。

## 来歴
1999年、イタリアの騎手免許を取得する。2001年には850戦120勝でイタリアのリーディング4位となる。
2002年にはファルブラヴに騎乗しイタリア共和国大統領賞、ミラノ大賞典を優勝した（ジャパンカップはランフランコ・デットーリ騎乗）。
2003年にはレヴィエデイコロリとのコンビでヴィトリオディカプア賞（伊G1）を制すなどの活躍で獲得賞金1位となった。
2005年には669戦85勝でリーディング12位、2006年は989戦183勝でリーディング1位（リーディングジョッキー）に輝いた。
しかし2020年にはCOVID-19に感染してしまうアクシデントに見舞われた。

### 来日歴
2002年11月23日から2003年2月21日まで初めて中央競馬（JRA）の短期免許を取得し初来日する。身元引受人は鈴木伸尋調教師とシンボリ牧場だった。11月23日、中山競馬場第1競走で単勝4番人気のミヤビイシュタルに騎乗しJRA初騎乗を果たす（4着）。翌24日中山のアプローズ賞（1000万円以下）で単勝6番人気のオイワケダイモンで勝利しJRA初勝利をあげ、12月15日の第19回フェアリーステークスでは単勝6番人気のホワイトカーニバルで勝利しJRA重賞初制覇を果たした。
2003年には11月29日から12月28日まで短期免許を取得し（身元引受人は前回と同じ）、第55回朝日杯フューチュリティステークスでは単勝4番人気のコスモサンビームで勝利し見事JRAGI初勝利を飾った。本人が「思い通りに乗れた」と振り返る会心の騎乗であった。2004年1月5日から2月4日まで再度短期免許を取得（身元引受人は前回と同じ）。同年1月18日に京成杯では後にこの年のNHKマイルカップ・東京優駿を制するキングカメハメハに騎乗したものの、同馬唯一の黒星(3着)を喫してしまった。2006年1月5日から2月26日まで短期免許を取得し153戦13勝の成績を残した。2007年1月6日から2月25日まで短期免許を取得した（身元引受人は畠山吉宏調教師と（株）サラブレッドクラブ・ラフィアン）。
その後も数回来日し、2015年と2016年にはイタリアから日本への移籍を目指してJRAの騎手免許試験を受験したが、2度とも不合格となった。その後日本への移籍を断念している。

## 主な騎乗馬
- ファルブラヴ（2002年イタリア共和国大統領賞、ミラノ大賞典など）
- ホワイトカーニバル（2002年フェアリーステークス）
- コスモサンビーム（2003年朝日杯フューチュリティステークス）
- マルターズヒート（2003年フェアリーステークス）
- マーティンボロ（2014年中日新聞杯）
- マクマホン  (2017年カタールダービー)

## 人物
2002年の初来日後大の親日家となり、2013年現在は日本語で簡単な会話ができるレベルに達している。また日本食では納豆が好物になっているほど。